# Poroskoteń
Poroskoteń (ukr. Пороскотень) – wieś na Ukrainie, w obwodzie kijowskim, w rejonie buczańskim. Według spisu powszechnego z 2001 roku wieś liczyła 133 mieszkańców.